# Ludwigstraße 10 (Mönchengladbach)

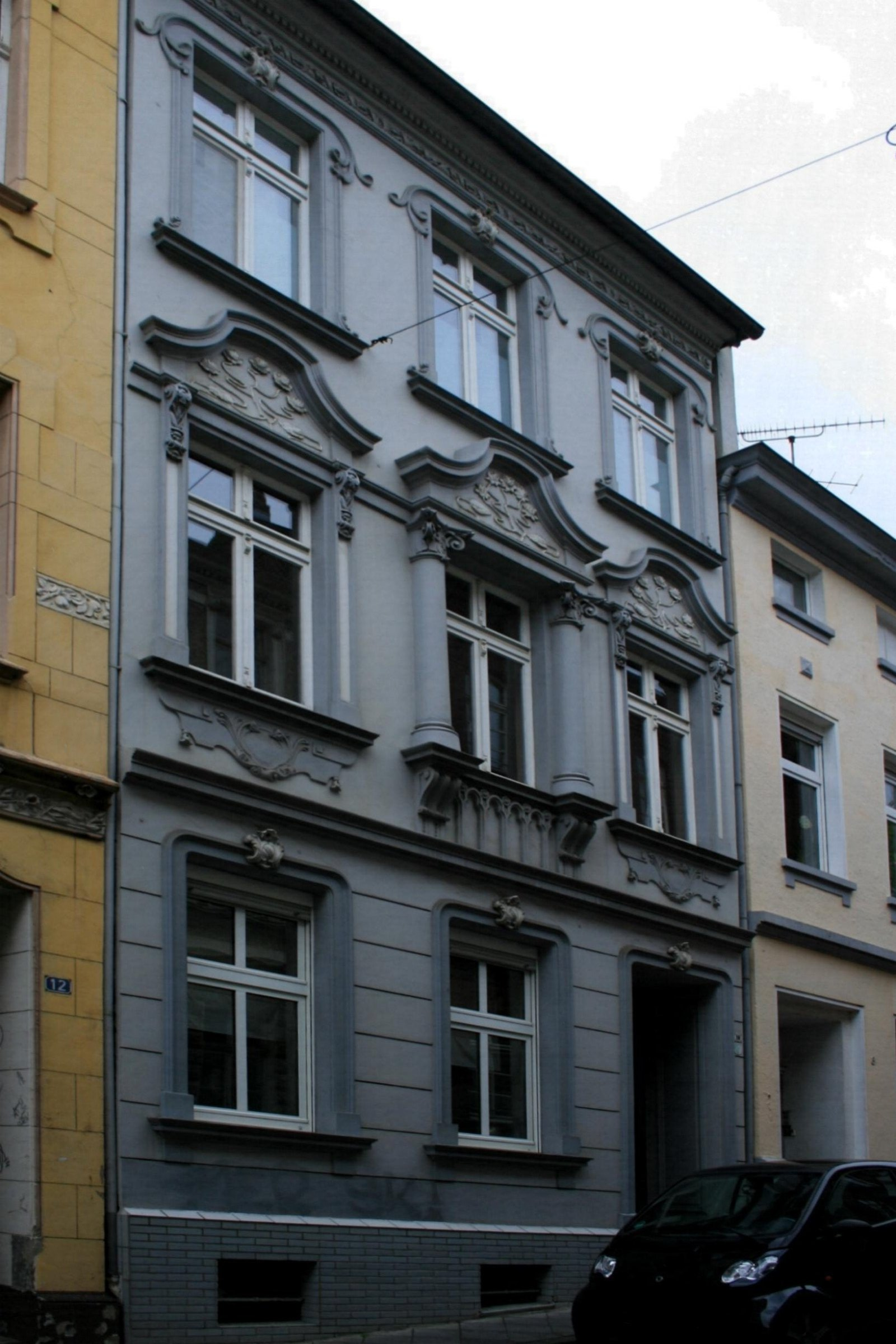
Wohnhaus (2010)

Das Wohnhaus Ludwigstraße 10 befindet sich in Mönchengladbach (Nordrhein-Westfalen) im Stadtteil Gladbach.
Das Gebäude wurde 1901 bis 1904 erbaut. Es wurde unter Nr. L 028 am 13. September 1988 in die Denkmalliste der Stadt Mönchengladbach eingetragen.

## Lage
Die Ludwigstraße mit Haus Nr. 10 liegt in der Nähe der westlichen historischen Stadtmauer. Das kurze Straßenstück ist beidseitig, fast vollständig mit Historismusbauten erhalten geblieben.

## Architektur
Das zwischen 1901 und 1904 erbaute Dreifensterhaus von drei Geschossen wird von einem nicht wahrnehmbaren Satteldach überdeckt. Die ausgeführte Stuckfassade ist in den Formen des Historismus errichtet.